# Pare Andreu de Palma
Pare Andreu de Palma, de naixement Manuel de Lete i Triay (Palma, 10 d'octubre de 1889 - Convent de Sarrià, Barcelona, 9 de juny de 1963) fou un religiós i escriptor mallorquí.
Estudià batxillerat als agustins de Palma, enginyeria de Montes a la Universitat Agustina de l'Escorial (1907-1908) i dret a la Universitat de Barcelona (1914). El 1915 ingressà a l'Orde dels Germans Menors Caputxins i el 1920 fou ordenat sacerdot. Fou administrador de la Revista de Estudios Franciscanos (1920-1925) i fundà l'Associació de Pessebristes de Tarragona.
Alhora, fou un reconegut lul·lista, raó per la qual el 1935 Francesc Sureda i Blanes el nomenà membre fundador de la Maioricensis Schola Lullistica, de la que en fou magíster el 1951. El 1936 va signar la Resposta als catalans, manifest de solidaritat dels intel·lectuals mallorquins amb Catalunya. El 18 de juliol de 1936 era a Manresa i sortí ràpidament en vaixell cap a Mallorca amb Henri Probst, Miquel Ferrà i Llorenç Riber. Durant la guerra va fer conferències sobre pessebrisme i va escriure una crònica sobre l'expedició d'Alberto Bayo i de la persecució religiosa, que fou molt aprofitada políticament pel règim franquista.

## Obres
- Las antiguas calles de Tarragona y Prat de Llobregat (ensayo histórico), 1958
- Algunos años de labor cultural (1905-1960), 1960
- Mallorca en guerra contra el marxismo, 1937